# Det vackra livet (Reeperbahn)
Det vackra livet (ibland stavat Vackra livet) är en svensk låt, skriven av Olle Ljungström och framförd av rockgruppen Reeperbahn. Den släpptes som singel mars 1983, i samband med deras tredje studioalbum Peep-Show (1983). Med på singeln fanns även en remix-version av låten "Marrakech".
Eftersom det inte gjordes några singlar i samband med Reeperbahns sista studioalbum Intriger (1983), blev "Vackra livet" gruppens sista singel - tills låten Vi som älskade dig så släpptes år 2021, en hyllningslåt till då avlidne sångaren Olle Ljungström.

## Låtlista
Text och musik: Olle Ljungström.
1. "Det vackra livet" (4:00)
2. "Marrakech (Radio Edit)" (3:42)